# جنغبيونغ (محافظة)
محافظة جنغبيونغ (جنغبيونغ-غون) هي محافظة في مقاطعة تشنغتشونغ الشمالية , كوريا الجنوبية.

## أعلام
- باك بو يونغ